# (3960) Chaliubieju
(3960) Chaliubieju (1955 BG) – planetoida z grupy pasa głównego asteroid okrążająca Słońce w ciągu 4,29 lat w średniej odległości 2,64 j.a. Odkryta 20 stycznia 1955 roku.